# Gens Didia
La gens Didia fue un nomen (ver Nombres romanos) de la 
antigua Roma; la familia era de origen plebeyo. Entre sus miembros estuvieron:
- Tito Didio, político y general romano de la primera centuria AC.
- Quinto Didio, gobernador de la provincia de Siria tras la batalla de Accio.
- Aulo Didio Gallo, general y político romano de la primera centuria.
- Aulo Didio Gallo Fabricio Veiento, político de la primera centuria.
- Lucio Didio Marino, casado con Annia Cornificia Faustina Minor, una hermana del Emperador Romano Marco Aurelio y de la Emperatriz Romana Faustina la Joven.
- Quinto Petronio Didio Severo, padre del Emperador Romano Didio Juliano.
- Marco Didio Salvio Juliano Severo o Didio Juliano, breve Emperador Romano en 193.
- Didio Próculo, hermano de Didio Juliano.
- Didio Nummio Albino, otro hermano de Didio Juliano.
- Didia Clara, hija de Didio Juliano.

También relacionados:
- Ley Cecilia Didia, una ley presentada en 98 a. C..
- Marco Didio Falco, un personaje de ficción de una novelas de Lindsey Davis.

- Datos: Q1210618